# Liebe auf den zweiten Blick (2008)
Liebe auf den zweiten Blick ist ein Spielfilm des britischen Regisseurs Joel Hopkins aus dem Jahr 2008. Der Romantikfilm basiert auf einem Originaldrehbuch von Hopkins.

## Handlung
Der ältere, geschiedene New Yorker Harvey Shine verdient sich mit dem Komponieren von Werbe-Jingles seinen Lebensunterhalt, nachdem sich eine Karriere als Jazz-Pianist nicht erfüllte. Dem Alkohol zugetan und der Arbeitslosigkeit nahe, reist er nach London, wo seine Tochter Susan ihre Hochzeit feiert. Dort wird der nicht gern gesehene Harvey von den anderen Gästen getrennt in einem Hotel untergebracht, nimmt in einem völlig unpassenden Jackett am Vorabend der Hochzeit an einem Dinner teil und erfährt, dass Susans Stiefvater Brian sie zum Traualtar führen wird.
Harvey plant nach New York zurück zu reisen, um seinen Job zu retten. Im Flughafen-Café macht er jedoch die Bekanntschaft mit der jüngeren Flughafenmitarbeiterin Kate. Obwohl Harvey sie bei seiner Ankunft in London noch ungehobelt abfertigte, entwickeln die beiden Sympathie füreinander. Auch Kate hat es im Leben nicht leicht gehabt. Sie ist alleinstehend, kümmert sich um ihre Mutter Maggie, hat erfolglos an einem Blind Date teilgenommen und besucht einen Schreib-Workshop. Harvey beschließt daraufhin, bis zu den Hochzeitsfeierlichkeiten in der britischen Hauptstadt zu bleiben und die Zeit gemeinsam mit Kate zu verbringen, die er auch seiner Familie vorstellt.
Nach der Hochzeitsfeier durchstreifen beide bis zum Morgengrauen die Stadt und lernen sich näher kennen. Harvey erzählt Kate von seiner gescheiterten Ehe, während sie ihm von einer früheren Abtreibung berichtet. Beide tauschen einen ersten Kuss am Somerset House aus. Harvey verabredet sich mit Kate dort für die Mittagsstunde. Er verpasst aber aufgrund eines durch seine angeborene Herzrhythmusstörung ausgelösten Schwächeanfalls das geplante Treffen. Enttäuscht zieht sich Kate zurück. Harvey, der das Angebot, seinen alten Job wiederzuerhalten, ausgeschlagen hat, folgt ihr mit Hilfe von Kates Arbeitskollegen zum Schreib-Workshop. Trotz der unterschiedlichen Lebenssituationen schlägt er ihr eine gemeinsame Zukunft vor. Kate zögert anfänglich, aus Angst wieder enttäuscht zu werden, nimmt das Angebot dann aber an.

## Trivia
Bei ihren Ausflügen durch London sehen die Hauptfiguren der Performance einer scheinbar studentischen Live-Band auf offener Straße zu, welche sich als das Geschwister-Trio Kitty, Daisy und Lewis Durham in einem Cameo-Auftritt herausstellt.

## Synchronisation
| Rolle         | Darsteller        | Deutsche Stimme    |
| ------------- | ----------------- | ------------------ |
| Harvey Shine  | Dustin Hoffman    | Reinhard Kuhnert   |
| Kate Walker   | Emma Thompson     | Monica Bielenstein |
| Maggie Walker | Eileen Atkins     | Hannelore Minkus   |
| Jean          | Kathy Baker       | Marianne Groß      |
| Susan         | Liane Balaban     | Sonja Spuhl        |
| Brian         | James Brolin      | Christian Rode     |
| Marvin        | Richard Schiff    | Peter Reinhardt    |
| Oonagh        | Bronagh Gallagher | Peggy Sander       |
| Josh Hillman  | Adam James        | Gerrit Schmidt-Foß |
| Scott         | Daniel Lapaine    | Peter Lontzek      |

- Deutsches Dialogbuch und Dialogregie: Stephan Hoffmann
- Deutscher Verleih: Concorde Filmverleih
- Synchronproduktion: Christa Kistner Synchronproduktion GmbH

## Kritik
„Der Liebesfilm legt viel Gewicht auf die männliche Hauptfigur und ihre dramatischen Konflikte, während der Hintergrund der Frau eher komödiantisch aufgearbeitet wird. Übersieht man die zahlreichen Handlungsklischees, beeindruckt das einfühlsame und zärtliche Spiel der beiden Hauptdarsteller.“

## Auszeichnungen
Emma Thompson und Dustin Hoffman waren bei der Golden-Globe-Verleihung 2009 als beste Hauptdarsteller in einer Komödie oder Musical nominiert, hatten aber jeweils gegenüber Sally Hawkins (Happy-Go-Lucky) und Colin Farrell (Brügge sehen… und sterben?) das Nachsehen.